# Riverton (Nowa Zelandia)
Riverton (maor. Aparima) – miasto w Nowej Zelandii. Położone w południowej części Wyspy Południowej, w regionie Southland, 1 343 mieszkańców. (dane szacunkowe - styczeń 2012).